# Vindecarea slăbănogului din Capernaum

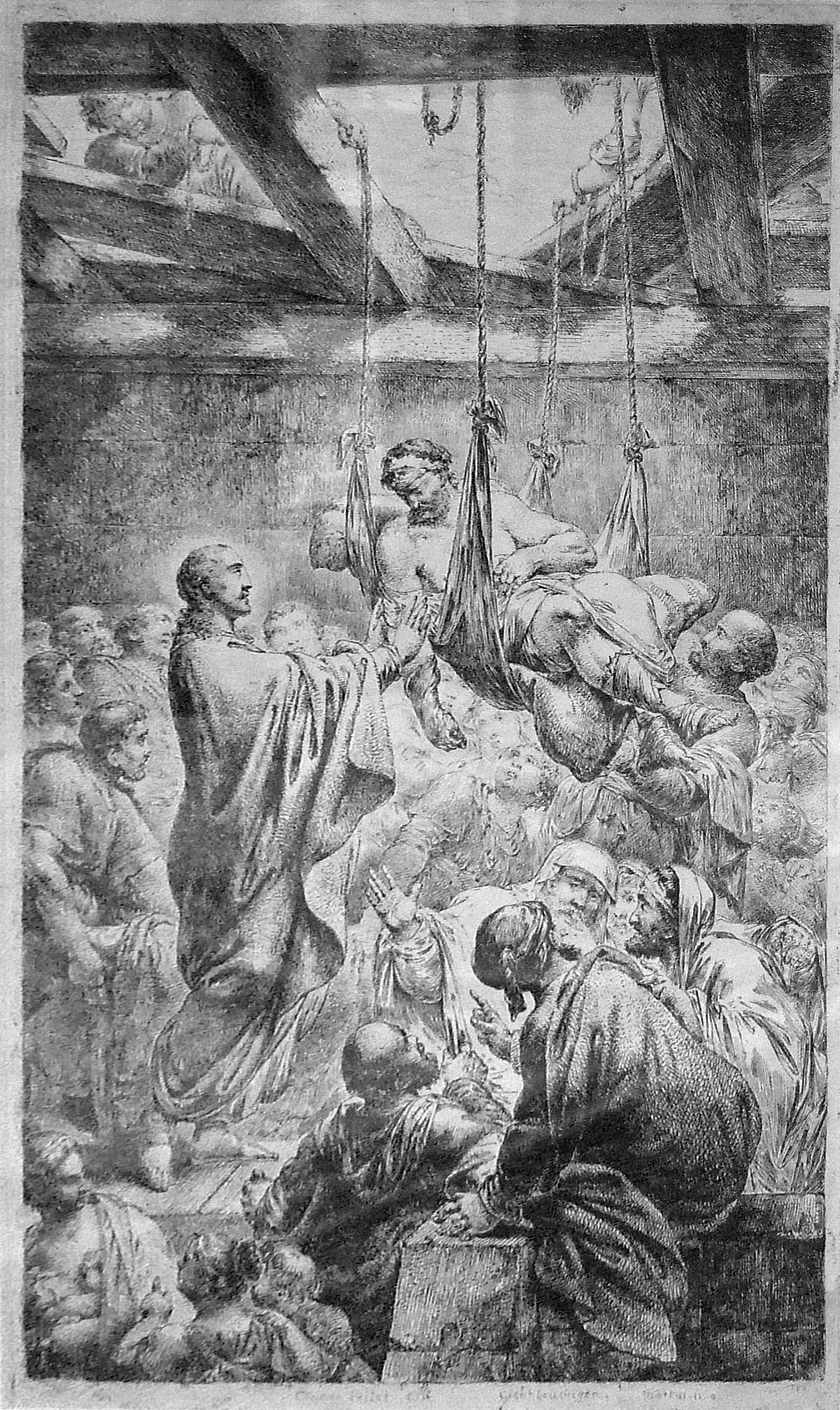
Hristos vindecând slăbănogul din Capernaum de Bernhard Rode, 1780.

Vindecarea slăbănogului din Capernaum este una din minunile lui Iisus, consemnată în Evanghelia după Matei (9:1-8), în cea după Marcu (2:1-12) și în cea după Luca (5:17-26).
În conformitate cu textul biblic, când Iisus a intrat în Capernaum, locuitorii de acolo au auzit de venirea sa. Ei s-au adunat într-un număr așa de mare că nu mai era loc nici în casă, nici înaintea ușii, iar el le predica lor. Acolo au sosit patru bărbați care aduceau cu ei un slăbănog (un om paralizat). Cum nu puteau să ajungă la Iisus din cauza mulțimii mari de oameni, cei patru inși s-au suit pe acoperiș și au făcut acolo o spărtură pe unde l-au coborât cu patul pe slăbănog înaintea lui Iisus. Văzând credința lor, acesta i-a spus slăbănogului: "Fiule, iertate sunt păcatele tale!"
Printre cei care ședeau acolo se aflau și unii cărturari care credeau în ei înșiși că Iisus hulește și că numai Dumnezeu poate să ierte păcatele oamenilor.
Cunoscându-le gândurile, Iisus le-a spus cărturarilor: "De ce gândiți astfel? Ce este mai ușor a spune acestui slăbănog: Iertate-ți sunt păcatele sau Ridică-te, ia-ți patul tău și umblă? Dar vreau să știți că Fiul Omului are putere pe pământ să ierte păcatele." Așa că i-a spus slăbănogului: "Îți spun ție, ridică-te, ia-ți patul tău și mergi la casa ta." Slăbănogul s-a ridicat imediat, și-a luat patul și a ieșit în văzul tuturor. Toți cei de acolo au fost cuprinși de uimire și i-au adus slavă lui Dumnezeu, zicând: "Nu am văzut niciodată așa ceva!"
În toate cele trei Evanghelii sinoptice, acest episod este urmat de Chemarea lui Matei.